# Trapezteich
Der Trapezteich ist ein künstlich angelegtes Stillgewässer in der Gemeinde Dieburg im Landkreis Darmstadt-Dieburg in Hessen..

## Geographie
Der Trapezteich ist maximal circa 75 m lang und maximal circa 55 m breit, seine Wasserfläche beträgt circa 0,4 ha. Der Umfang des Teichs beträgt etwa 260 m. Der Trapezteich befindet sich in der Südostecke des Campus Dieburg der Hochschule Darmstadt. Östlich des Teichs liegen die Kreisstraße K 128 und das Waldgewann Oberforst.

## Etymologie
Der Name Trapezteich bezieht sich auf den trapezförmigen Grundriss des Gewässers.